# Пирна
Пирна (њем. Pirna) град је у њемачкој савезној држави Саксонија. Једно је од 41 општинског средишта округа Зексише Швајц-Остерцгебирге. Према процјени из 2010. у граду је живјело 39.132 становника. Посједује регионалну шифру (AGS) 14628270.

## Географски и демографски подаци
Пирна се налази у савезној држави Саксонија у округу Зексише Швајц-Остерцгебирге. Град се налази на надморској висини од 109–340 метара. Површина општине износи 53,0 km². У самом граду је, према процјени из 2010. године, живјело 39.132 становника. Просјечна густина становништва износи 738 становника/km².

## Међународна сарадња
| Мјесто  | Држава | Врста сарадње | Од    |
| ------- | ------ | ------------- | ----- |
| Варкаус | Финска | партнерство   | 2008. |
| Извор   |        |               |       |